# NYC Man: Greatest Hits
NYC Man: Greatest Hits è una raccolta di canzoni di Lou Reed pubblicata nel 2004.

## Tracce
1. I'm Waiting for the Man
2. White Light/White Heat
3. Pale Blue Eyes
4. Sweet Jane
5. Satellite of Love
6. Walk on the Wild Side
7. Perfect Day
8. Berlin
9. Coney Island Baby
10. The Blue Mask
11. Legendary Hearts
12. Dirty Blvd.
13. Magic and Loss - The Summation
14. NYC Man
15. Ecstasy
16. Who Am I? (Tripiena Song)
17. Satellite of Love 2004
18. Walk in the Wild Side (Bertallot Radio Remix)